# Алагич, Ричи
Ричард Майя Алагич (англ. Richie Maya Alagich; род. 30 октября 1973, Аделаида) — австралийский футболист, выступавший на позиции защитника в клубах Национальной футбольной лиги и А-Лиги.

## Биография
Алагич родился в Вудвилле, Аделаида,  Южная Австралия. С 1985 по 1991 год занимался футболом в «Порт Аделаида СК». Свой профессиональный дебют он совершил за клуб «Порт Аделаида Лайонз» в Суперлиге Южной Австралии в 1990 году в возрасте 16 лет, за клуб выступал до 1993 года. 
В 1993 году Ричи, в статусе лучшего футболиста второго дивизиона Суперлиги Южной Австралии, перешел в клуб Национальной футбольной лиги «Уэст Аделаида», уже являясь футболистом сборной до 20 лет. Хотя он не смог помочь «Уэст Аделаида» выйти в финальную серию в своём дебютном сезоне,  в 1993 он дебютировал в составе австралийской сборной до 23 лет («Олироос»). Алагич регулярно выступал за Олироос до 1996 года и помог им пройти квалификацию для участия в Олимпийских играх 1996 года, но в самом турнире не участвовал и сборная не смогла пройти дальше группового этапа.
В сезоне 1994–95 годов, «Уэст Аделаида» заняв пятое место, пробилась в серию плей-офф чемпионата, Алагич играл в обоих матчах финала на выбывание против «Сидней Юнайтед», в котором «Уэст Аделаида» проиграли 2–1 по сумме двух матчей. В следующем сезоне «Вест Аделаида» пропустила плей-офф недобрав в регулярном чемпионате и больше не пробивался в плей-офф вплоть до закрытия клуба перед сезоном 1999/2000.
После закрытия «Вест Аделаида» Алагич переходит в стан действующего чемпиона НСЛ «Саут Мельбурн». Выиграв с клубом клубный чемпионат Океании 1999, получил право участвовать в клубном Чемпионате мира 2008, однако выступление оказалось провальным. Алагич сыграл в одном матче турнира, проиграв 1–3  мексиканской команде «Некакса». Всего за клуб Ричи провел 14 матчей.
Сезоны 2001/02 и 2002/03 Ричи провёл в «Брисбен Страйкерс» отыграв 43 матча в НСЛ.
Перед сезоном 2003/04 с чемпионата снялся клуб «Аделаида Форс», на его смену был взят клуб «Аделаида Юнайтед», с которым Алагич заключил контракт и вернулся в родной город. В этом сезоне «Аделаида Юнайтед» добрался до малого финала плей-офф, где уступили клубу «Перт Глори», соответственно завоевав бронзовые медали, Ричи провёл 28 матчей и забил 3 гола. 
Отмена Национальной футбольной лиги на сезон 2004–05 годы вынудила Алагича провести сезон 2004 на уровне штата Южная Австралия за клуб «Аделаида Рейдерс».
С появлением А-Лиги и стартом сезона 2005–06, Алагич повторно подписал контракт с «Аделаида Юнайтед» и сыграл в 23 из 24 матчей, выиграв регулярный чемпионат и проиграв в серии плей-офф. Единственный матч, который Алагич пропустил, был вызван дисквалификацией, ему выпала сомнительная честь стать первым игроком, получившим красную карточку в матче A-лиги из-за фола в 3-м раунде победы Аделаиды над Мельбурн Виктори. Несмотря на это, солидный сезон Алагича был отмечен австралийским журналом FourFourTwo, так как он сразу же был выбран в их «Команду мечты A-лиги» с первого сезона.
Завершил профессиональную карьеру в 2008 году.

## Карьера тренера
После завершения карьеры футболиста стал помощником главного тренера женской команды «Аделаида Юнайтед». В дальнейшем работал в САСИ.

## Достижения

### Клубные
- Победитель Регулярного чемпионата А-Лиги: 1 (2005/2006)
- Победитель  Клубного чемпионата Океании: 1 (1999)

## Личная жизнь
Сестра Ричи бывшая футболистка сборной Австралии Дианна Алагич. Его сын Итан также футболист и выступает за «Аделаиду Юнайтед».